# Walter Sell
Walter Karl Arthur Sell, född 4 oktober 1906 i Wien, död 30 april 1966 i Graz, var en österrikisk ishockeyspelare. Hans lag kom på delad femte plats i olympiska vinterspelen i Sankt Moritz 1928.